# Pla d'Urgell
Pla d'Urgell is een comarca van de Spaanse autonome regio Catalonië. Het is onderdeel van de provincie Lleida. In 2005 telde Pla d'Urgell 33.105 inwoners op een oppervlakte van 305,13 km2. De hoofdstad van de comarca is Mollerussa.

## Gemeenten
| Gemeente            | Inwoners | Gemeente             | Inwoners | Gemeente             | Inwoners |
| ------------------- | -------- | -------------------- | -------- | -------------------- | -------- |
| Barbens             | 832      | Bell-lloc d'Urgell   | 2255     | Bellvís              | 2294     |
| Castellnou de Seana | 737      | Fondarella           | 786      | Golmés               | 1508     |
| Ivars d'Urgell      | 1848     | Linyola              | 2587     | Miralcamp            | 1275     |
| Mollerussa          | 11.829   | El Palau d'Anglesola | 1816     | El Poal              | 657      |
| Sidamon             | 690      | Torregrossa          | 2311     | Vilanova de Bellpuig | 1112     |
| Vila-sana           | 568      |                      |          |                      |          |